# Shishugounykus
Shishugounykus (лат.) — род небольших тероподных динозавров, описанный как представитель клады Alvarezsauria. Известен по ископаемым остаткам из отложений формации Шишугоу в Синьцзяне, Китай, датируемых верхней юрой (оксфордский ярус; 161,2—158,7 млн лет). Включает единственный вид — Shishugounykus inexpectus.
По мнению авторов описания (Qin и др., 2019), Shishugounykus, Haplocheirus и Aorun, все из формации Шишугоу, являются единственными юрскими представителями клады Alvarezsauria, остальные члены которой жили во времена мелового периода. Тем не менее, некоторые исследователи скептически относятся к классификации Shishugounykus, Haplocheirus и Aorun в качестве представителей Alvarezsauria. Согласно анализу Cau (2024), Shishugounykus относится к семейству Coeluridae.

## История изучения
Голотип IVPP V23567 был обнаружен в отложениях формации Шишугоу, датируемых оксфордским ярусом юрского периода. Он представлен частичным скелетом, включающим несколько фрагментов черепа, три спинных позвонка, четыре крестцовых позвонка, три хвостовых позвонка, фрагмент правой лопатки, фрагмент левой плечевой кости, фрагмент правой локтевой кости и почти полную переднюю конечность, фрагментарную левую подвздошную кость, почти полную левую и правую большебрецовые кости, частичную левую плюсну, фаланги левой задней конечности, несколько фрагментов рёбер и неидентифицируемые фрагменты. Все найденные остатки явно принадлежали одной особи, учитывая, что они располагались на небольшой площади (около 0,2 м²), без каких либо других костей поблизости. Судя по гистологическим данным и особенностям строения, особь была близка ко взрослому возрасту, но так и не достигла этой стадии.
Вид и род были описаны в 2019 году международной группой исследователей, включающей палеонтологов Цзычуаня Циня, Джеймса Кларка, Иону Шуаньер и Сюй Сина. Родовое название образовано от названия формации Шишугоу и др.-греч. ὄνυξ[onyx] — «коготь». Видовое название inexpectus переводится как «неожиданный». Такое видовое название динозавр получил из-за того, что для палеонтологов, открывших его, было неожиданно найти новый вид и род Alvarezsauria в геологической формации, в которой уже находили два других рода этой группы — Haplocheirus и Aorun.

## Описание
Shishugounykus достигал около полуметра в длину. С помощью эмпирической формулы для теропод удалось вычислить прижизненную массу динозавра, представленного молодой особью, бывшей близкой к взрослому состоянию, который, как оказалось, составлял 6,8 кг.
Передние конечности динозавра находились на ранней стадии в развитии сильно модифицированной конечности и обладает рядом особенностей, близких к типичному состоянию целурозавров. Анализ, проведённый Цинем и соавторами, показал, что самые ранние из известных Alvarezsauria имеют переменный размер передних конечностей и другие важные морфологические признаки, и, в частности, показывают мозаичное распределение признаков передних конечностей.